# Martin et Léa
Martin et Léa je francouzský hraný film z roku 1979, který režíroval Alain Cavalier. Snímek měl světovou premiéru 31. ledna 1979.

## Děj
Martin a Léa se potkají náhodou. On pracuje v továrně a ona se stará o Luciena. Martin se do ní zamiluje, ale oba musejí překonat problémy vyplývající z jejich odlišného životního stylu.

## Obsazení
| Isabelle Ho         | Léa       |
| Xavier Saint-Macary | Martin    |
| Cécile Le Bailly    | Viviane   |
| Richard Bohringer   | Lucien    |
| Louis Navarre       | Wolf      |
| François Berléand   | inspektor |
| Zina Delouange      | Leïla     |
| Valérie Quennessen  | Cléo      |

## Ocenění
- César: nominace v kategorii nejlepší zvuk (Alain Lachassagne)